# Mugilogobius myxodermus
Mugilogobius myxodermus är en fiskart som först beskrevs av Herre, 1935.  Mugilogobius myxodermus ingår i släktet Mugilogobius och familjen smörbultsfiskar. Inga underarter finns listade i Catalogue of Life.